# 15817 Lucianotesi
15817 Lucianotesi eller 1994 QC är en asteroid i huvudbältet som upptäcktes den 28 augusti 1994 av de båda italienska astronomerna Andrea Boattini och Maura Tombelli vid San Marcello-observatoriet. Den är uppkallad efter den italienska amatörastronomen Luciano Tesi.
Den tillhör asteroidgruppen Amor.